# 小久保清吉
小久保 清吉（こくぼ せいきち、弘化4年（1847年） - 明治元年10月24日（1868年12月7日））は、幕末期の唐津藩士、新選組隊士。姓は小窪とも表記する。
唐津藩士小久保弥吉の長男に生まれる。
戊辰戦争時、藩主小笠原長行が榎本武揚らと同意して蝦夷地渡航を決意したため、土方歳三配下の新選組に入隊して共に蝦夷地へ渡る。箱館戦争初期の峠下の戦いで三好胖（小笠原長行の弟）が討たれたため、敵を追跡したが胸に敵弾を受けて戦死した。享年22。